# Finn Fisher-Black
Finn Fisher-Black (født 21. december 2001 i Nelson) er en professionel cykelrytter fra New Zealand, der er på kontrakt hos Red Bull-Bora-Hansgrohe.

## Karriere
I februar 2019 slog han verdensrekord i 3000-meter forfølgelsesløb for juniorer. Herefter kørte han landevejscykling for det hollandske amatørhold Willebrord Wil Vooruit, inden han fra 2020 skiftede til Team Jumbo-Vismas udviklingshold Jumbo-Visma Development Team.
Ved New Zealand Cycle Classic 2020 vandt han bjergtrøjen. Ved løbet i 2021 vandt han sin første individuelle sejr i et UCI-løb, da han kom alene i mål på løbets 4. etape, og kom i løbets gule førertrøje. Forinden havde han sammen med resten af det newzealandske landshold vundet 1. etape, som var en holdkørsel. Samlet endte Fisher-Black på løbets andenplads, otte sekunder efter holdkammerat Corbin Strong.

## Privat
Fisher-Blacks storesøster er cykelrytter Niamh Fisher-Black.